# Тухобич
Тоннель Тухобич (хорв. Tunel Tuhobić) — автомобильный тоннель в Хорватии, самый длинный тоннель магистрали A6. Длина 2 143 метра, проложен в направлении с запада на восток на участке магистрали Врата — Оштровица. Тухобич находится на высоте 700 м над уровнем моря и соединяет два хорватских региона — Горски-Котар и Северную Далмацию.
Тухобич состоит из двух тоннелей, в каждом из них движение осуществляется в одном направлении по двум полосам. A6 — платный автобан, плата за проезд по тоннелю взимается в рамках оплаты проезда по магистрали. Отдельной платы за проезд по тоннелю не существует.

## Строительство
Работы по строительству первой очереди туннеля стартовали в 1996 году, и уже в 1997 году первый туннель был готов. С этого момента движение в тоннеле осуществлялось по одной полосе в каждом направлении. Строительство второго тоннеля началось в августе 2006 года, работы выполняли совместно загребская фирма Hidroelectra и чешская компания Subterrа. 22 октября 2008 года состоялось его торжественное открытие, ознаменовавшее собой окончание строительства магистрали A6. По соображениям безопасности в Тухобиче сделано шесть пеших переходов из одного тоннеля в другой, а также два автомобильных.

## Трафик
Поскольку автобан A6 является платным, трафик через тоннель учитывается по числу машин, миновавших пункты оплаты. Согласно статистике, на участке трассы, в которую входит тоннель Тухобич, дневной трафик в среднем за год составляет 12 413 автомобилей, дневной трафик в среднем за лето — 20 891 машина. Столь резкий рост движения летом объясняется тем, что магистраль A6 — один из основных путей, по которому туристы следуют на курорты Адриатики.